# Marko Baša
Marko Baša (Trstenik, Serbia, 29 de diciembre de 1982) es un exfutbolista montenegrino. Jugaba de defensa y su último equipo fue el Lille O. S. C. de Francia.

## Selección nacional
Fue internacional con la selección de fútbol de Serbia y Montenegro, con la que jugó en 3 partidos; y posteriormente, tras la independencia de Montenegro en 2006, pasó a formar parte de la nueva selección de Montenegro, con la que disputó un total de 39 encuentros y anotó 2 goles.

## Clubes
| Club                  | País    | Año       |
| --------------------- | ------- | --------- |
| O. F. K. Belgrado     | Serbia  | 2000-2001 |
| Proleter Zrenjanin    | Serbia  | 2001      |
| O. F. K. Belgrado     | Serbia  | 2002-2005 |
| Le Mans U. C. 72      | Francia | 2005-2008 |
| F. C. Lokomotiv Moscú | Rusia   | 2008-2011 |
| Lille O. S. C.        | Francia | 2011-2017 |